# Swedbank Park
Swedbank Park is een voetbalstadion in het Zweedse Västerås. Het stadion is de thuishaven van Västerås SK dat in het seizoen 2013 uitkwam in de Eerste divisie, hetgeen in Zweden het derde niveau is. Het stadion is gebouwd in 2007. Tot 2008 speelde Västerås SK in Arosvallen dat uit 1932 stamt.